# Campeonato Mineiro de Futebol Feminino de 2021
O Campeonato Mineiro de Futebol Feminino de 2021 é a 17ª edição deste campeonato de futebol feminino organizado pela Federação Mineira de Futebol (FMF), o torneio teve início em 24 de setembro e terminará em 21 de novembro.

## Regulamento
Na primeira fase da competição, os seis times vão disputar em grupo único somente jogos de ida em pontos corridos. Ao final dos confrontos, os quatro primeiros da tabela serão classificados para as semifinais. Nesta etapa, os jogos serão de ida e volta, os duelos acontecem entre 1º e 4º colocados e 2º e 3º colocados, com o mando de campo da volta para as equipes do 1º e 2º lugar. Os vencedores das semifinais disputam a final, em partida única, valendo a vaga para a Série A3 de 2022 para o campeão, desde que não esteja em outras séries da competição nacional, caso isso aconteça a vaga será repassada ao time de melhor campanha não qualificado.

### Critérios de desempate
O desempate entre duas ou mais equipes na primeira fase seguiu a ordem definida abaixo:
1. Número de vitórias
2. Saldo de gols
3. Gols marcados
4. Menor número de cartões vermelhos recebidos
5. Menor número de cartões amarelos recebidos
6. Sorteio

## Participantes
| Equipe                 | Cidade             | Em 2020   | Estádio (mando)       | Capacidade | Título                                  | Participações |
| ---------------------- | ------------------ | --------- | --------------------- | ---------- | --------------------------------------- | ------------- |
| América Futebol Clube  | Belo Horizonte     | 3° lugar  | Estádio das Alterosas | 2 000      | 3 (2016, 2017 e 2018)                   | 7             |
| Clube Atlético Mineiro | Belo Horizonte     | 1° lugar  | Estádio das Alterosas | 2 000      | 6 (2006, 2009, 2010, 2011, 2012 e 2020) | 11            |
| Cruzeiro Esporte Clube | Belo Horizonte     | 2° lugar  | Arena Vera Cruz       | 2 000      | 1 (2019)                                | 3             |
| Funorte Esporte Clube  | Montes Claros      | Estreante | José Maria de Melo    | 5 000      | 0 (não possui)                          | 1             |
| Ipatinga Futebol Clube | Ipatinga           | 4° lugar  | Ipatingão             | 22 500     | 1 (2015)                                | 7             |
| Social Futebol Clube   | Coronel Fabriciano | Estreante | Luizão                | 2 290      | 0 (não possui)                          | 1             |

## Primeira Fase

### Confrontos
|                  | AME | CAM | CRU | IPA | SOC |         |
| ---------------- | --- | --- | --- | --- | --- | ------- |
| América Mineiro  | —   | —   | 1–0 | —   | 1–1 | 3–0[wo] |
| Atlético Mineiro | 1–1 | —   | —   | 4–0 | 1–0 | —       |
| Cruzeiro         | —   | 3–0 | —   | 9–0 | 2–1 | —       |
| Futebol Funorte  | 0–5 | —   | —   | —   | —   | 0–0     |
| Ipatinga         | —   | —   | —   | 2–1 | —   | 1–0     |
| Social           | —   | 0–3 | 1–2 | —   | —   | —       |

|  |                     |  |        |  |                      |
|  | Vitória do Mandante |  | Empate |  | Vitória do Visitante |

- wo. ^ A partida foi cancelada devido o número insuficiente de jogadoras do Social registradas no BID e o time foi declarado perdedor por 3–0 (W.O.).[5]

## Fase Final
Em itálico, os times que possuem o mando de campo no primeiro jogo do confronto. 
  Em negrito, os clubes classificados
|  | Semifinais       | Semifinais       | Semifinais | Semifinais |   |          | Final | Final |
|  |                  |                  |            |            |   |          |       |       |
|  | Ipatinga         | 0                | 0          | 0          |   |          |       |       |
|  | Cruzeiro         | 2                | 1          | 3          |   |          |       |       |
|  | Cruzeiro         | 2                | 1          | 3          |   | Cruzeiro | 0     |       |
|  |                  |                  |            |            |   | Cruzeiro | 0     |       |
|  |                  | Atlético Mineiro | 1          |            |   |          |       |       |
|  | Atlético Mineiro | Atlético Mineiro | 1          | 3          | 1 | 4        |       |       |
|  | Atlético Mineiro |                  |            | 3          | 1 | 4        |       |       |
|  | América Mineiro  | 0                | 0          | 0          |   |          |       |       |

### Final
| 21 de novembro | Cruzeiro | 0 – 1  | Atlético Mineiro | Mineirão, Belo Horizonte         |
| 11:00          |          | Súmula | Dayana 19'       | Árbitro: Andreza Helena Siqueira |

## Premiação
| Campeão do Campeonato Mineiro de Futebol Feminino de 2021 |
| --------------------------------------------------------- |
| Atlético Mineiro Campeã (7° título)                       |